# Pendleburyella testacea
Pendleburyella testacea är en insektsart som beskrevs av Lucien Chopard 1969. Pendleburyella testacea ingår i släktet Pendleburyella och familjen syrsor. Inga underarter finns listade i Catalogue of Life.